# Šport u 1864.
◄◄ | ◄ | 1861. | 1862. | 1863. | 1864.  | 1865. | 1866. | 1867. | ► | ►►
Arhitektura • Astronomija • Biologija • Fotografija • Glazba • Kazalište • Kemija • Kiparstvo • Knjige • Književnost • Kršćanstvo • Meteorologija • Medicina • Planinarstvo • Politika • Pravo • Promet • Slikarstvo • Šport • Znanost • Željeznički promet
Šport u 1864.

## Svijet

### Osnivanja
- Wrexham A.F.C., velški nogometni klub

## Vanjske poveznice
|  | Zajednički poslužitelj ima još gradiva o temi Šport u 1864. |